# Classificação X
A classificação X é uma classificação de filme indicando que o filme contém conteúdo considerado adequado apenas para adultos. Filmes com classificação X podem conter cenas de violência gráfica ou atos sexuais explícitos que podem ser perturbadores ou ofensivos para alguns espectadores. A classificação X é usada de diferentes maneiras em diferentes países e pode ter implicações legais ou comerciais para a distribuição e exibição de tais filmes. Por exemplo, alguns países podem proibir ou restringir a venda ou aluguel de filmes com classificação X, enquanto outros podem permiti-los apenas em cinemas específicos ou com impostos especiais. Alguns países também podem ter critérios ou definições diferentes para o que constitui um filme com classificação X, e alguns podem considerar o mérito artístico do filme como um fator na classificação. A classificação X foi substituída ou renomeada por outras classificações em alguns países ao longo do tempo.

## Austrália
O Conselho Australiano de Classificação (ACB, anteriormente conhecido como OFLC), uma instituição governamental, emite classificações para todos os filmes e programas de televisão exibidos, televisionados, vendidos ou alugados na Austrália. Material que mostre sexo explícito, não simulado e de natureza pornográfica é classificado como X18+.
Menores de 18 anos não podem comprar, alugar, exibir ou assistir a esses filmes nos cinemas. A exibição ou venda desses filmes para menores de 18 anos é crime, com multa máxima de US$ 5.500. Filmes classificados como X18+ são proibidos de serem vendidos ou alugados em qualquer lugar dos seis estados da Austrália. Eles estão legalmente disponíveis para venda ou aluguel no Território da Capital Australiana e no Território do Norte. Importar material X18+ desses territórios para qualquer um dos estados australianos é legal, já que a constituição proíbe qualquer restrição ao comércio entre os estados e territórios.

## França
Os filmes só podem ser exibidos em cinemas na França após classificação por uma comissão administrativa do Ministério da Cultura. Em 1975, a classificação X (oficialmente: "filmes pornográficos ou que incitem à violência" ou films pornographiques ou d'incitation à la violence) foi criada para filmes pornográficos, ou seja, filmes com sequências de cenas de violência gráfica. A comissão tem alguma margem de manobra na classificação; pode, por exemplo, levar em consideração as qualidades artísticas de um filme para não considerá-lo "pornográfico". Filmes com classificação X só podem ser exibidos em cinemas específicos; eles têm taxas de imposto mais altas e não podem receber nenhum auxílio do Centre national du cinéma et de l'image animée, seja para os próprios filmes ou para os cinemas que os exibem. Alguns desses impostos foram revogados em 2020 por não serem rentáveis o suficiente.
Na França, 1.100 filmes foram classificados como "X", com a última classificação ocorrendo em 1996, quando a pornografia passou dos cinemas para o vídeo, que não sofre tanto controle quanto o cinema. A última sala de cinema adulto em Paris, o Beverley, em Paris, fechou em 2019, restando apenas o Vox, em Grenoble.
Apenas dez filmes receberam classificação indicativa X por violência: Open Season, de Collinson, Lola, de José María Forqué, Pique Nique (curta-metragem), de Gérard Bienfait, The Texas Chainsaw Massacre, de Tobe Hooper, Hitch-Hike, de Pasquale Festa Campanile, Return of the 38 Gang, de Giuseppe Vari, The Warriors, de Walter Hill, Frauengefängnis 3, de Jesús Franco, Mad Max, de George Miller, e Dawn of the Dead, de George A. Romero; a maioria deles recebeu classificações mais baixas posteriormente. Por exemplo, The Warriors e Mad Max agora têm classificação indicativa "12".
Em 2000, algumas associações conservadoras processaram o governo por conceder ao filme Baise-moi (Foda-me), que continha cenas gráficas e realistas de sexo e violência, uma classificação não X. O Conselho de Estado decidiu que o filme deveria ter sido classificado como X, pois era a única classificação que proibia a exibição deste filme para menores. A decisão foi altamente controversa, e a classificação "18" foi restabelecida para filmes que não fossem pornográficos ou que incitassem à violência; Baise-moi tornou-se o primeiro filme a receber a recém-restaurada classificação "18", que havia sido substituída pela "16" em 1990.
Em 2009, Histoires de sexe(s), de Ovidie e Jack Tyler, foi classificado como X pelo Conselho de Classificação; os diretores então retiraram a exigência de um certificado de cinema e lançaram o filme diretamente em vídeo.

## Reino Unido
O certificado X original, que substituiu o certificado H, foi emitido entre 1951 e 1982 pelo British Board of Film Censors no Reino Unido. Foi introduzido como resultado do Relatório Wheare sobre censura cinematográfica. De 1951 a 1970, significava "Para exibição quando nenhuma criança menor de 16 anos estiver presente" e, de 1970 a 1982, foi redefinido como "Adequado para maiores de 18 anos". O certificado X foi substituído em novembro de 1982 pelo certificado 18.
Às vezes, a classificação de um filme muda significativamente ao longo do tempo. Por exemplo, o filme francês Jules et Jim recebeu uma classificação X em 1962, que foi reduzida para PG (Parental Guidance) em 1991, e posteriormente elevado para 12A em 2021. Em alguns casos, filmes com conteúdo político extremo receberam uma classificação X. O Bronenosets Potyomkin teve seu certificado negado por "legendas inflamatórias e propaganda bolchevique" em 1926, passou para X em 1954, e finalmente foi classificado como PG em 1987.

## Estados Unidos

Até 1990, a classificação X foi usada pela Motion Picture Association of America para filmes considerados apenas adequados para adultos.

Nos Estados Unidos, a classificação X era aplicada a filmes que continham conteúdo considerado impróprio para crianças, como violência extrema, sexo fortemente implícito, e linguagem gráfica. Quando o sistema de classificação de filmes da MPAA começou na América do Norte, em 1 de novembro de 1968, a classificação X era atribuída a um filme pela Motion Picture Association of America (atual Motion Picture Association) se submetido a ela, ou, devido ao seu status de não marca registrada, podia ser autoaplicada a um filme por um distribuidor que soubesse de antemão que seu filme continha conteúdo impróprio para menores. Do final da década de 1960 até meados da década de 1980, muitos filmes populares foram lançados com classificação X, como Midnight Cowboy, Medium Cool, The Girl on a Motorcycle, Last Summer, Last of the Mobile Hot Shots, Beyond the Valley of the Dolls, The Street Fighter, A Clockwork Orange, Sweet Sweetback's Baadasssss Song, Fritz the Cat, Flesh Gordon, Alice in Wonderland: An X-Rated Musical Comedy, Last Tango in Paris e The Evil Dead. Filmes que alcançaram sucesso de crítica e público foram posteriormente reclassificados como R após pequenos cortes, incluindo Midnight Cowboy e A Clockwork Orange. A ameaça de uma classificação X também encorajou os cineastas a reeditar seus filmes para obter a classificação R; um exemplo notável disso foi o filme de ação RoboCop, de 1987, que teve que ser editado onze vezes antes de atingir a classificação R.
Como a classificação X não era uma marca registrada, qualquer pessoa podia aplicá-la aos seus filmes, incluindo pornógrafos, como muitos começaram a fazer na década de 1970. À medida que a pornografia se tornou mais popular e mais tolerada legal e comercialmente, os pornógrafos atribuíram uma classificação X a seus filmes para enfatizar o conteúdo adulto. Alguns até começaram a usar vários Xs (por exemplo, XX, XXX, etc.) para dar a impressão de que seu filme continha mais conteúdo sexual gráfico do que a simples classificação X. Em alguns casos, as classificações X foram aplicadas por críticos ou estudiosos do cinema, como William Rotsler, que escreveu: "A classificação XXX é para hardcore, a classificação XX é para softcore, e uma classificação X é para filmes relativamente legais". Nada além da simples classificação X jamais foi oficialmente reconhecido pela MPAA. Devido ao uso intenso da classificação X por pornógrafos, ela passou a ser amplamente associada a filmes pornográficos, de modo que filmes não pornográficos com classificação X teriam menos cinemas dispostos a contratá-los e menos locais para publicidade. Muitos jornais se recusaram a anunciar filmes com classificação X. Isso levou ao lançamento de vários filmes sem classificação, às vezes com um aviso de que o filme continha conteúdo apenas para adultos. Em resposta, a MPAA finalmente concordou em 1990 com uma nova classificação NC-17, que seria registrada como marca registrada e só poderia ser aplicada pela própria MPAA. Ao registrar a classificação, a MPAA se comprometeu a defender um filme NC-17 acusado de violar as leis de obscenidade.